# Municipio Icla
Das Municipio Icla (auch: Municipio Villa Ricardo Mugia) ist ein Verwaltungsbezirk im Departamento Chuquisaca im südamerikanischen Anden-Staat Bolivien.

## Lage im Nahraum
Das Municipio Icla ist eines von vier Municipios der Provinz Jaime Zudáñez und liegt im südlichen Teil der Provinz. Es grenzt im Nordwesten an die Provinz Yamparáez, im Westen an das Departamento Potosí, im Süden an die Provinz Azurduy, im Osten an die Provinz Tomina und im Nordosten an das Municipio Zudáñez.
Das Municipio erstreckt sich zwischen 19° 17' und 19° 41' südlicher Breite und 64° 37' und 64° 55' westlicher Länge, es misst bis zu 50 Kilometer von Norden nach Süden und bis zu 30 Kilometer von Westen nach Osten.
Das Municipio umfasst 48 Gemeinden (localidades), der zentrale Ort des Municipios ist die Ortschaft Icla mit 505 Einwohnern (Volkszählung 2012) im nordwestlichen Teil des Municipios.

## Geographie
Das Municipio Icla liegt zwischen dem Altiplano im Westen und dem Tiefland im Osten in einem der nord-südlich verlaufenden Seitentäler der bolivianischen Cordillera Central.
Das Klima der Region ist ein ausgesprochenes Tageszeitenklima, bei dem die Temperaturunterschiede zwischen Tag und Nacht deutlicher schwanken als die Durchschnittswerte zwischen Sommer und Winter. Die jährliche Durchschnittstemperatur liegt bei 14 °C (siehe Klimadiagramm Azurduy), die Monatswerte schwanken zwischen 10 °C im Juni/Juli und 16 °C im Dezember/Januar. Der Jahresniederschlag hat einen Wert von knapp 550 mm, mit einer Trockenzeit und monatlichen Werten unter 10 mm von Mai bis August, und Höchstwerten von 100 bis 110 mm von Dezember bis Februar.

## Bevölkerung
Die Einwohnerzahl ist zwischen 1992 und 2024 leicht zurückgegangen:
| Jahr | Einwohner | Quelle       |
| ---- | --------- | ------------ |
| 1992 | 8068      | Volkszählung |
| 2001 | 9241      | Volkszählung |
| 2012 | 7406      | Volkszählung |
| 2024 | 8854      | Volkszählung |

Die Bevölkerungsdichte bei der letzten Volkszählung von 2024 betrug 10,75 Einwohner/km², der Alphabetisierungsgrad bei den über 6-Jährigen lag im Jahr 2001 bei 46,2 Prozent, und zwar 60,2 Prozent bei Männern und 34,8 Prozent bei Frauen. Die Lebenserwartung der Neugeborenen lag bei 56,0 Jahren, die Säuglingssterblichkeit ist von 9,2 Prozent (1992) auf 9,7 Prozent im Jahr 2001 leicht angestiegen.
38,0 Prozent der Bevölkerung sprechen Spanisch, 98,6 Prozent sprechen Quechua und 0,0 Prozent Aymara. (2001)
87,7 Prozent der Bevölkerung haben keinen Zugang zu Elektrizität, 69,7 Prozent leben ohne sanitäre Einrichtung (2001).
67,3 Prozent der 1.860 Haushalte besitzen ein Radio, 4,5 Prozent einen Fernseher, 13,3 Prozent ein Fahrrad, 0,3 Prozent ein Motorrad, 1,4 Prozent ein Auto, 1,2 Prozent einen Kühlschrank, und 0,1 Prozent ein Telefon. (2001)

## Politik
Ergebnis der Regionalwahlen (concejales del municipio) vom 4. April 2010:
| Wahl- berechtigte |  | Wahl- beteiligung | gültige Stimmen |  | MAS-IPSP |
| ----------------- |  | ----------------- | --------------- |  | -------- |
| 3.344             |  | 2.987             | 2.491           |  | 2.491    |
|                   |  | 89,3 %            | 83,4 %          |  | 100,0 %  |

Ergebnis der Regionalwahlen (elecciones de autoridades políticas) vom 7. März 2021:
| Wahl- berechtigte |  | Wahl- beteiligung | gültige Stimmen |  | MAS-IPSP | CST     | C-A    | BSTH   | UNIDOS | MNR    |
| ----------------- |  | ----------------- | --------------- |  | -------- | ------- | ------ | ------ | ------ | ------ |
| 3.835             |  | 3.272             | 2.746           |  | 1.730    | 900     | 62     | 24     | 17     | 13     |
|                   |  | 85,32 %           | 83,92 %         |  | 63,00 %  | 32,77 % | 2,26 % | 0,87 % | 0,62 % | 0,47 % |

## Gliederung
Das Municipio Icla bestand bei der letzten Volkszählung von 2012 nur aus einem Kanton und umfasste die folgenden Subkantone (vicecantones):
- 01-0304-0100-1 Vicecantón Cantar Gallo – 1 Gemeinde – 288 Einwohner (2001: 320 Einwohner)
- 01-0304-0100-2 Vicecantón Chaharani – 1 Gemeinde – 456 Einwohner (2001: 498 Einwohner)
- 01-0304-0100-3 Vicecantón Choromomo – 3 Gemeinden – 213 Einwohner (2001: 292 Einwohner)
- 01-0304-0100-4 Vicecantón Churumata – 2 Gemeinden – 70 Einwohner (2001: 79 Einwohner)
- 01-0304-0100-6 Vicecantón Churo – 1 Gemeinde – 106 Einwohner (2001: 142 Einwohner)
- 01-0304-0100-7 Vicecantón El Palmar – 9 Gemeinden – 220 Einwohner (2001: 324 Einwohner)
- 01-0304-0100-8 Vicecantón Jarquitayoc – 1 Gemeinde – 80 Einwohner (2001: 101 Einwohner)
- 01-0304-0100-9 Vicecantón Kcarallantayo – 1 Gemeinde – 141 Einwohner (2001: 202 Einwohner)
- 01-0304-0101-1 Vicecantón Lagunillas – 2 Gemeinden – 97 Einwohner (2001: 129 Einwohner)
- 01-0304-0101-3 Vicecantón Rodeo – 2 Gemeinden – 310 Einwohner (2001: 345 Einwohner)
- 01-0304-0101-4 Vicecantón San Jacinto – 3 Gemeinden – 747 Einwohner (2001: 801 Einwohner)
- 01-0304-0101-7 Vicecantón Icla – 1 Gemeinde – 505 Einwohner (2001: 417 Einwohner)
- 01-0304-0101-8 Vicecantón Jatun Mayu – 1 Gemeinde – 581 Einwohner (2001: 565 Einwohner)
- 01-0304-0102-0 Vicecantón Jatun Wasi – 1 Gemeinde – 312 Einwohner (2001: 328 Einwohner)
- 01-0304-0102-2 Vicecantón Candelaria – 1 Gemeinde – 289 Einwohner (2001: 384 Einwohner)
- 01-0304-0102-3 Vicecantón Niagara – 1 Gemeinde – 213 Einwohner (2001: 182 Einwohner)
- 01-0304-0102-4 Vicecantón Photolo – 1 Gemeinde – 145 Einwohner (2001: 334 Einwohner)
- 01-0304-0102-5 Vicecantón Pila Torre – 2 Gemeinden – 104 Einwohner (2001: 202 Einwohner)
- 01-0304-0102-6 Vicecantón Ruditayoc – 2 Gemeinden – 169 Einwohner (2001: 162 Einwohner)
- 01-0304-0102-7 Vicecantón Santa Lucia – 1 Gemeinde – 99 Einwohner (2001: 106 Einwohner)
- 01-0304-0102-8 Vicecantón Soroma – 1 Gemeinde – 261 Einwohner (2001: 572 Einwohner)
- 01-0304-0102-9 Vicecantón Taygata – 1 Gemeinde – 136 Einwohner (2001: 98 Einwohner)
- 01-0304-0103-0 Vicecantón Thaqo Pampa – 3 Gemeinden – 604 Einwohner (2001: 630 Einwohner)
- 01-0304-0103-2 Vicecantón Uyuni – 1 Gemeinde – 310 Einwohner (2001: 437 Einwohner)
- 01-0304-0170-2 Vicecantón Chunca Kancha – 1 Gemeinde – 532 Einwohner (2001: 628 Einwohner)
- 01-0304-0170-8 Vicecantón Chunca Cancha Baja – 1 Gemeinde – 131 Einwohner (neu)
- 01-0304-0171-1 Vicecantón Pupayoq – 1 Gemeinde – 169 Einwohner (neu)
- 01-0304-0171-2 Vicecantón Cueva – 1 Gemeinde – 41 Einwohner (neu)
- 01-0304-0171-3 Vicecantón Jula Jua – 1 Gemeinde – 77 Einwohner (neu)

## Ortschaften im Municipio Icla
- San Jacinto 621 Einw. – Jatun Mayu 581 Einw. – Thaqo Pampa 547 Einw. – Chunca Cancha 532 Einw. – Icla 505 Einw. – Chahuarani 456 Einw. – Candelaria 289 Einw.